# بيتريا (بيلا)
بيتريا (Πετραία) هي قرية بالقرب من مدينة سكيدرا. تحدها أرسيني، لوتروخور، بروسبيرا، ريزو. وهي تنتمي إلى بلدية سكايدرا  التابعة لمقاطعة بيلا.
يرجع اسمها إلى كونها منطقة ذات أحجار كثيرة، وبالتالي عندما ظهر السكان الأوائل خلال العهد العثماني، أطلقوا عليها اسم كامنيك بمعنى الحجر.
خلال الحرب العالمية الأولى، تم إنشاء قطار كاراتزوفا، والذي كان يمر أيضا من خلال بيتريا.